# Bert-Åke Varg
Bert-Åke Varg (født 27. april 1932, død 31. december 2022) var en svensk skuespiller. Blandt hans filmroller kan nævnes Dunderklumpen! (1974) og Agaton Sax och Byköpings gästabud (1976) samt tv-serien Rederiet.

## Udvalgt filmografi
- Alla Tiders 91 Karlsson (1953, ukrediteret)
- Östermans testamente (1954)
- Træfrakken (1966)
- Operation Argus (tv-serie, 1966)
- Eva - misbrugt af mænd (1969, ukrediteret)
- Firmafesten (1972)
- Bröllopet (1973)
- Bröderna Malm (tv-serie, 1973)
- Dunderklumpen! (1974)
- Agaton Sax och Byköpings gästabud (animationsfilm, 1976)
- Sverige åt svenskarna (1980)
- Träpatronerna (tv-serie, 1984)
- Rederiet (tv-serie, 1992-2002)
- De tre venner og Jerry (animeret tv-serie, 1999)
- Sygeplejerskerne (tv-serie, 2016)
- Andra åket (tv-serie, 2018-2019)